# 1579 en arts plastiques
| Années des arts plastiques : 1576 - 1577 - 1578 - 1579 - 1580 - 1581 - 1582    |
| Décennies des arts plastiques : 1540 - 1550 - 1560 - 1570 - 1580 - 1590 - 1600 |

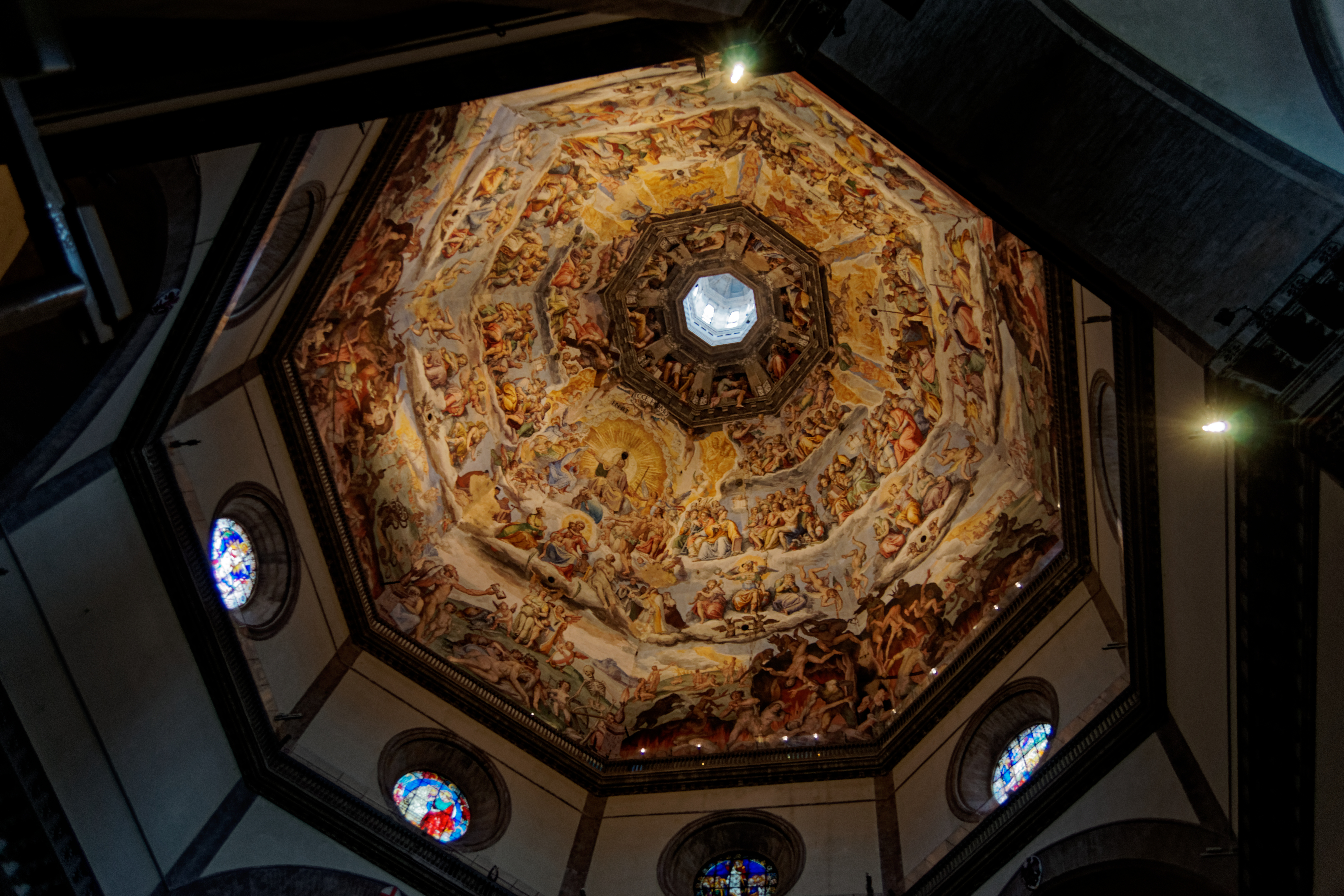
Vue de la coupole de la cathédrale de Florence

Cette page concerne l'année 1579 en arts plastiques.

## Naissances
- 25 mars : Giovanni Briccio, peintre, auteur de théâtre et musicien italien († 6 juin 1645),
- 8 juin : Trophime Bigot, peintre français († 21 février 1650),
- 30 septembre : Jobst Harrich, peintre allemand († 11 avril 1617),
- Date précise inconnue ou non renseignée :
  - Pietro di Fabrizio Accolti, peintre italien († 1642),
  - Pietro Afesa, peintre italien († 1656),
  - Giulio Cesare Begni, peintre baroque italien († 27 avril 1659),
  - Lucas Kilian, graveur allemand († 27 mars 1637),
  - Donato Mascagni, religieux, sculpteur et peintre italien († 10 mars 1637),
  - Abraham van Merlen, peintre et graveur flamand († 24 juin 1660),
  - Carlo Saraceni, peintre italien († 16 février 1620),
  - Tang Zhiqi, peintre chinois († 1651),
- Vers 1579 : 
  - Philippe Laliame : sculpteur et médailleur, actif à Lyon († vers 1628).

## Décès
- 28 mars :  Juan Fernández Navarrette, peintre espagnol (° 1526),
- ? :
  - Livio Agresti, peintre maniériste italien de la Renaissance tardive de l'école de Forlì (° 1505),
  - Giovanni Bernardo Lama, peintre italien (° 1508),
  - Giacomo Bertucci, peintre italien (° vers 1502),
  - Cipriano Piccolpasso, architecte, historien, céramiste, peintre de majolique et écrivain italien (° 1524),
  - Diego de Rosales, peintre espagnol (° 1525),
- Vers 1579 :
- Giovanni Capassini,  peintre maniériste italien (° vers 1510).